# Azuurscharrelaar
De azuurscharrelaar (Eurystomus azureus) is een vogel uit de familie Coraciidae (Scharrelaars).

## Kenmerken
De vogel is 27 tot 35 cm lang en geheel donker, glanzend, inktblauw. Alleen op de vleugels heeft de vogel zeer lichtblauwe, bijna witte vlekken, die zowel van onder als van boven zichtbaar zijn. De azuurscharrelaar lijkt sterk op de dollarvogel maar hij is groter, met een langere staart en heeft een groenige glans over het verenkleed wat de dollarvogel mist.

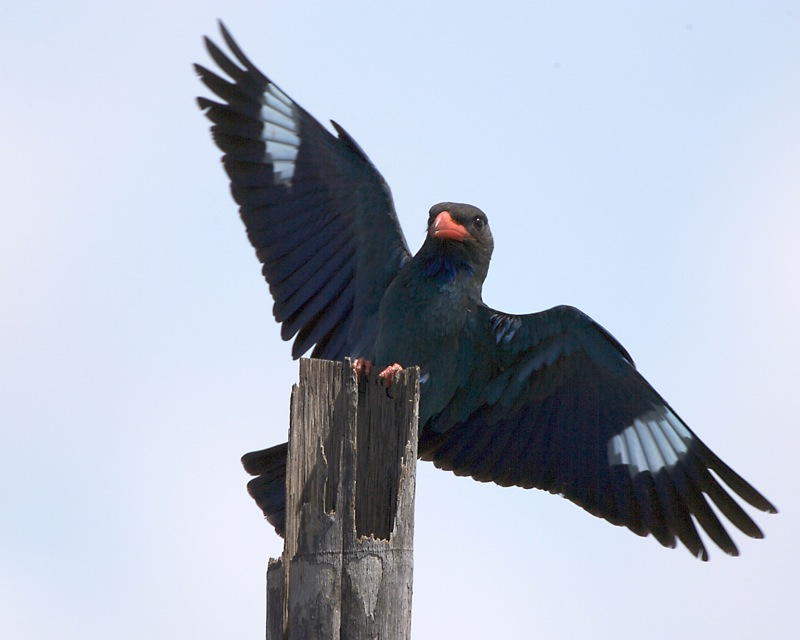
Dollarvogel met vlekken op de vleugel duidelijk zichtbaar

## Verspreiding en leefgebied
Deze soort is een endemische vogelsoort in het noordelijk deel van de Molukken van de eilanden Halmahera, Ternate, Tidore, Kasiruta en Bacan.
Het is een vogel van primair regenwoud, maar ook wel van bos waarin selectief gekapt is, langs bosranden en soms in kokospalmplantages en tuinen, mits in de buurt van bos. Meestal in laagland en hoogstens tot op 600 m boven de zeespiegel.

## Status
De azuurscharrelaar heeft een beperkt verspreidingsgebied en daardoor is de kans op de status kwetsbaar (voor uitsterven) aanwezig. De grootte van de populatie wordt geschat op 1500 tot 7000 volwassen vogels. Het leefgebied wordt bedreigd door grootschalige ontbossingen die vooral in het laagland plaatsvinden. Om deze redenen staat deze scharrelaar als gevoelig op de Rode Lijst van de IUCN.